# Fanny Bullock Workman
Fanny Bullock Workman (8 de janeiro de 1859 - 22 de janeiro de 1925), foi uma geógrafa, cartógrafa, exploradora, escritora de viagens e montanhista estadunidense, especialmente nos Himalaias. Ela foi uma das primeiras mulheres alpinistas profissionais; ela não apenas explorou, mas também escreveu sobre suas aventuras. Ela estabeleceu vários recordes de altitude para mulheres, publicou oito livros de viagens com seu marido e defendeu os direitos das mulheres e o sufrágio feminino.

## Vida
Nascida em uma família rica, Workman foi educado nas melhores escolas disponíveis para mulheres e viajou pela Europa. Seu casamento com William Hunter Workman consolidou essas vantagens e, após ser apresentada à escalada em New Hampshire, Fanny Workman viajou pelo mundo com ele. Eles conseguiram capitalizar sua riqueza e conexões para viajar pela Europa, Norte da África e Ásia. O casal teve dois filhos, mas Fanny Workman não era do tipo maternal; eles deixaram seus filhos nas escolas e com enfermeiras, e Workman se via como uma Nova Mulher que poderia se igualar a qualquer homem. Os Workmans começaram suas viagens com passeios de bicicleta pela Suíça, França, Itália, Espanha, Argélia e Índia. Eles pedalaram milhares de quilômetros, dormindo onde quer que pudessem encontrar abrigo. Eles escreveram livros sobre cada viagem e Fanny comentava frequentemente sobre o estado de vida das mulheres que via. Suas primeiras narrativas de passeios de bicicleta foram mais bem recebidas do que seus livros de montanhismo.
No final da viagem de bicicleta pela Índia, o casal fugiu para o Himalaia Ocidental e para o Karakoram durante os meses de verão, onde foram apresentados à escalada em grandes altitudes. Eles retornaram a esta região então inexplorada oito vezes nos 14 anos seguintes. Apesar de não possuírem equipamentos de escalada modernos, os Workmans exploraram diversas geleiras e alcançaram o cume de diversas montanhas, chegando eventualmente a 23 000 pés (7 000 m) no Pinnacle Peak, um recorde de altitude para mulheres na época. Eles organizaram expedições plurianuais, mas lutaram para manter boas relações com a força de trabalho local. Vindo de uma posição de privilégio e riqueza americana, eles não conseguiram compreender a posição dos trabalhadores nativos e tiveram dificuldade em encontrar e negociar carregadores confiáveis.
Após suas viagens ao Himalaia, os Workmans deram palestras sobre suas viagens. Eles foram convidados para sociedades científicas; Fanny Workman tornou-se a primeira mulher americana a dar palestras na Sorbonne e a segunda a falar na Royal Geographical Society. Ela recebeu muitas medalhas de honra de sociedades geográficas e de escalada europeias e foi reconhecida como uma das principais escaladoras de sua época. Ela demonstrou que uma mulher poderia escalar grandes altitudes tão bem quanto um homem e ajudou a quebrar a barreira de gênero no montanhismo.

## Obras escritas

### Livros
- Algerian memories : a bicycle tour over the Atlas to the Sahara. Londres: T.F. Unwin. 1895. p. 216
- Sketches awheel in modern Iberia. Londres: Unwin. 1897. 280 páginas
- In the ice world of Himálaya, among the peaks and passes of Ladakh, Nubra, Suru, and Baltistan. New York: Cassell & Company, Limited. 1900. 204 páginas[5]
- Ice-Bound Heights of the Mustagh: An Account of Two seasons of Pioneer Exploration and High Climbing in the Baltistan Himalaya. Londres: A. Constable & Co. 1908. 444 páginas
- Peaks and Glaciers of Nun Kun: A Record of Pioneer-Exploration and Mountaineering in the Punjab Himalaya. Londres: Constable and Company Ltd. 1909. 411 páginas
- The Call of the Snowy Hispar: A Narrative of Exploration and Mountaineering on the Northern Frontier of India. Nova York: Scribner. 1911. 520 páginas
- Two Summers in the Ice-Wilds of Eastern Karakoram: The Exploration of Nineteen Hundred Square Miles of Mountain and Glacier. Nova York: E. P. Dutton & Company. 1916. 578 páginas

### Artigos
- "Among the Great Himalayan Glaciers." National Geographic 13 (Nov. 1920): 405–406.
- "First Ascents of the Hoh Lumba and the Sosbon Glaciers in the Northwest Himalayas." Independent 55 (Dez. 31, 1903): 3108–12.
- Through Town and Jungle: Fourteen Thousand Miles A-Wheel Among the Temples and People of the Indian Plain. Londres: Unwin, 1904.
- "Miss Peck and Mrs. Workman." Scientific American 102 (Fev. 12 e Abr. 16, 1910); 143, 319.
- "Recent First Ascents in the Himalaya." Independent 68 (Jun. 2, 1910): 1202–10.
- "Conquering the Great Rose." Harper 129 (Jun. 1914): 44–45.
- "Exploring the Rose." Independent 85 (Jan. 10, 1916): 54–56.
- "Four Miles High." Independent 86 (Jun. 5, 1916): 377–378.